# Agrotis repanda
Agrotis repanda är en fjärilsart som beskrevs av Walker 1857. Agrotis repanda ingår i släktet Agrotis och familjen nattflyn. Inga underarter finns listade i Catalogue of Life.